# Châtenay-sur-Seine
Châtenay-sur-Seine é uma comuna francesa localizada na região administrativa da Île-de-France, no departamento Sena e Marne. A comuna possui 838 habitantes segundo o censo de 1990.